# 卡尔卢姆
卡尔卢姆是德国石勒苏益格－荷尔斯泰因州的一个市镇。总面积14.46平方公里，总人口217人，其中男性99人，女性118人（2011年12月31日），人口密度15人/平方公里。